# Prosoplus dubiosus
Prosoplus dubiosus là một loài bọ cánh cứng trong họ Cerambycidae.